# Xesmodon
Xesmodon és un gènere extint de mamífers litopterns de la família dels proterotèrids que visqueren a Sud-amèrica durant l'Eocè, fa entre 42 i 48 milions d'anys. Se n'han trobat restes fòssils a la província argentina de Chubut. La primera espècie del gènere, X. langi, fou descrita a partir d'un crani força mal conservat. El crani era llarg i baix. Les òrbites oculars eren bastant grans. Els ossos nasals estaven allargats. El nom genèric Xesmodon significa ‘dent allisada’.